# Międzychód (gromada)
Międzychód (do 31 XII 1959 Bielsko) – dawna gromada, czyli najmniejsza jednostka podziału terytorialnego Polskiej Rzeczypospolitej Ludowej w latach 1954–1972.
Gromady, z gromadzkimi radami narodowymi (GRN) jako organami władzy najniższego stopnia na wsi, funkcjonowały od reformy reorganizującej administrację wiejską przeprowadzonej jesienią 1954 do momentu ich zniesienia z dniem 1 stycznia 1973, tym samym wypierając organizację gminną w latach 1954–1972.
Gromadę Międzychód z siedzibą GRN w mieście Międzychodzie (nie wchodzącym w skład gromady) utworzono 1 stycznia 1960 w powiecie międzychodzkim w woj. poznańskim w związku z przeniesieniem siedziby GRN gromady Bielsko z Bielska do Międzychodu i zmianą nazwy jednostki na gromada Międzychód. Równocześnie do nowo utworzonej gromady Międzychód przyłączono obszary zniesionych gromad Gorzyń i Radgoszcz w tymże powiecie.
W 1965 gromada miała 27 członków GRN.
1 stycznia 1970 do gromady Międzychód włączono 469,29 ha z miasta Międzychód w tymże powiecie.
Gromada przetrwała do końca 1972 roku, czyli do kolejnej reformy gminnej. 1 stycznia 1973 w powiecie międzychodzkim reaktywowano zniesioną w 1954 roku gminę Międzychód.